# 竹林寺 (今治市)
竹林寺（ちくりんじ）は、愛媛県今治市古谷にある寺院。宗派は高野山真言宗、本尊は文殊菩薩で、「日本三所霊場 知恵文殊菩薩」の一つ（他は高知市の竹林寺と鳴門にあったという竹林寺で現在は廃寺）である。新四国曼荼羅霊場第39番札所。
御詠歌：南無文殊　三世諸佛の　母ときく　我れも子なれば　ちちぞほしけれ

## 概要・歴史
聖武天皇の時代、越智大領小千守興が願主となり、観量僧によって開基されたとされる。頭初は盧舎那仏像を本尊とし真如坊と云われていたが、755年（天平7年）行基が巡錫のとき立ち寄り、中国の五台山に模して文殊菩薩を本尊とし竹林寺と称するようになった。その後、弘法大師巡錫の途で、観光上人に文殊菩薩五百万遍の秘法を授けた。

## 伽藍
- 山門
- 位牌堂
- 庫裡

石段を上がった上段
- 鐘楼

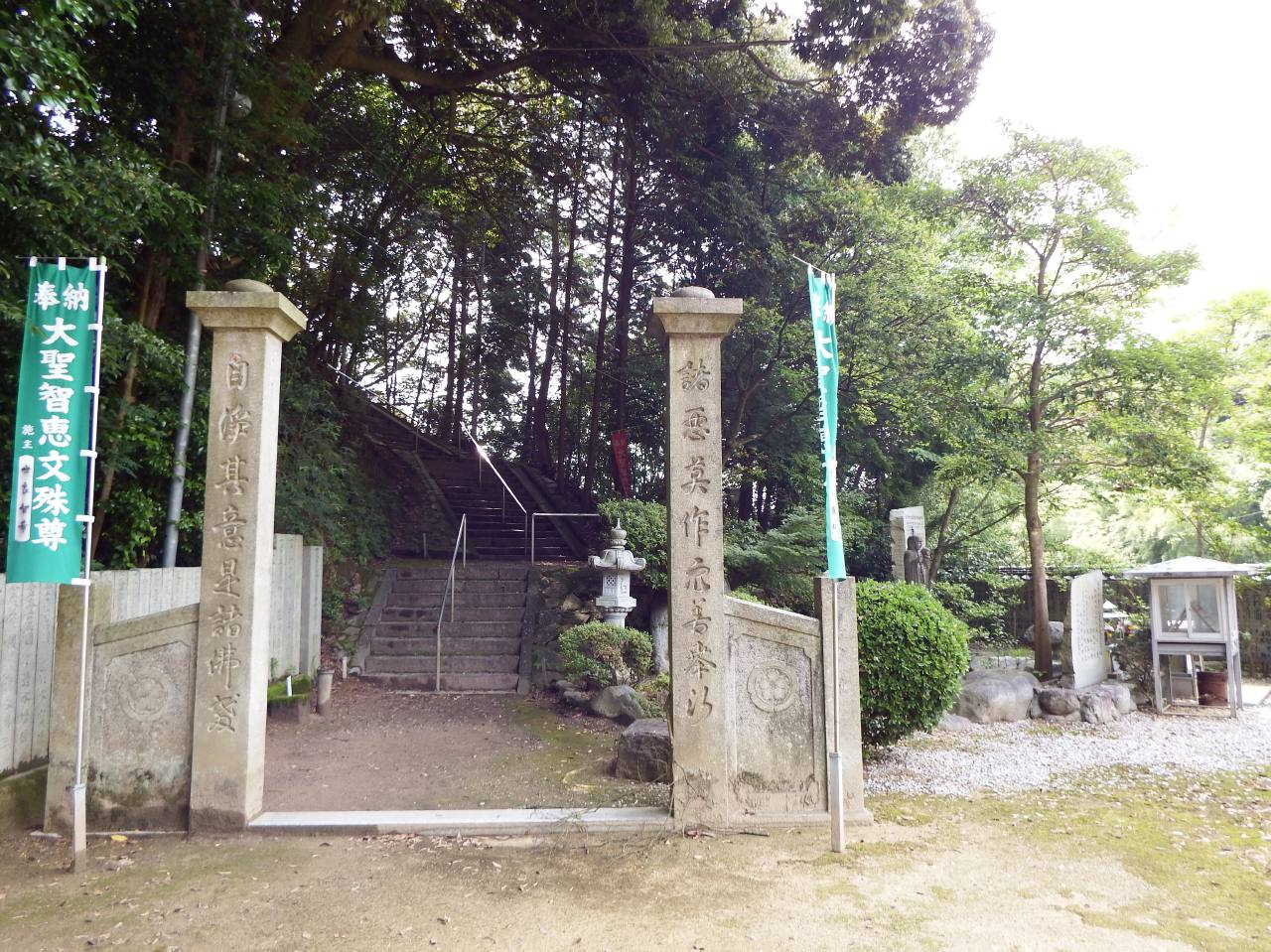
石柱門

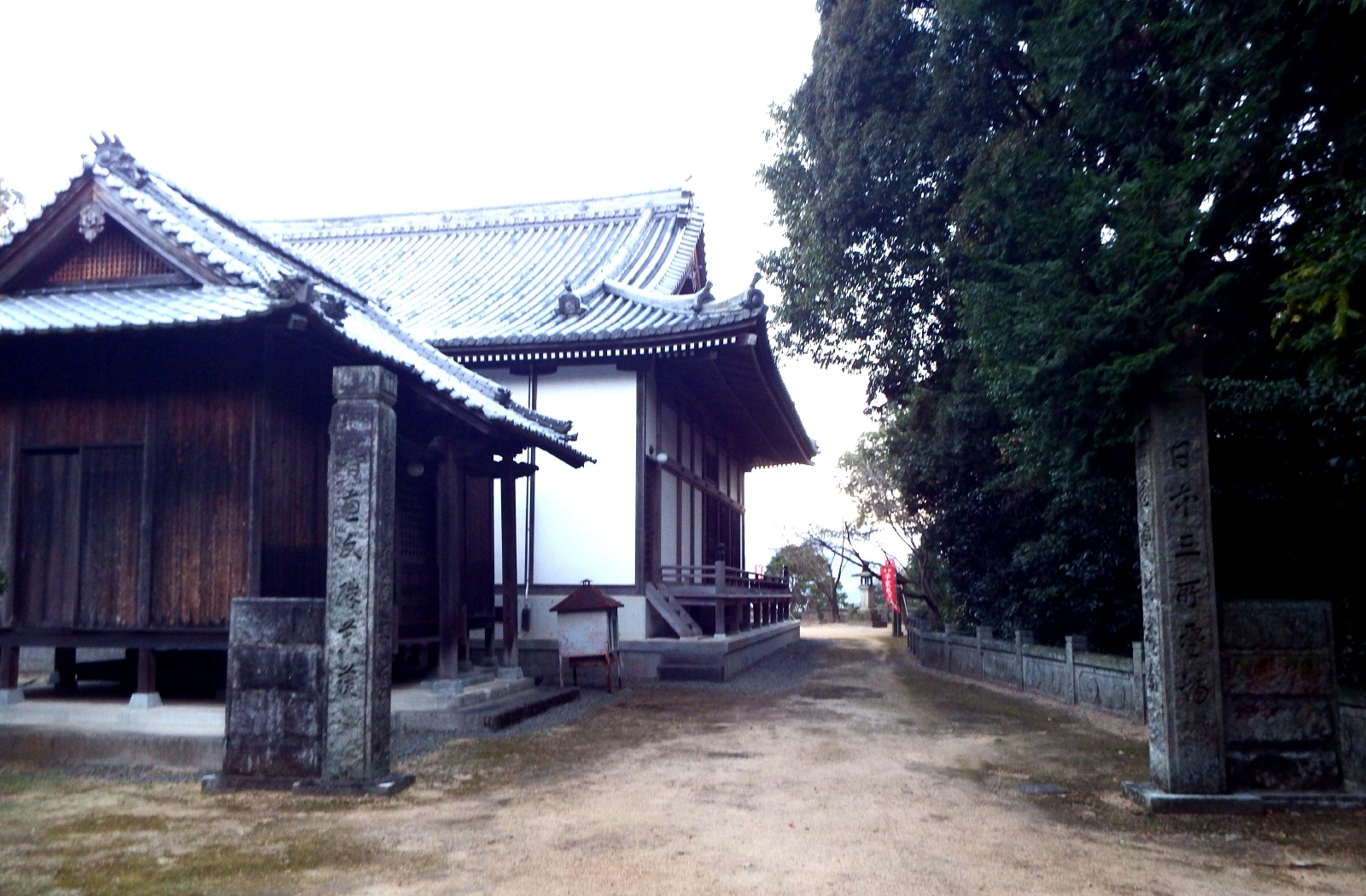
祇園堂と本堂

- 本堂：平成6年落慶。本尊文殊菩薩は秘仏であるが、平成22年11月に開帳されている。
- 祇園堂：僧形神立像が本尊であるが、他所の博物館に移管されている。
- 石柱門
- 聖徳太子堂
- 正岡紀伊守経長（1585年没の鷹取山城主）・長井忠五衛門（1755年没の土木技術者で水不足の解消に尽力した）の墓所。

山門から境内に入って右奥にある石柱門の先の石段を上がった所に本堂エリアがある。本堂の前からは今治南部が一望できる。

## 文化財
今治市指定有形文化財
- 木造僧形神立像：平成13年3月6日指定
- 木造男神立像：平成13年3月6日指定

今治市指定天然記念物

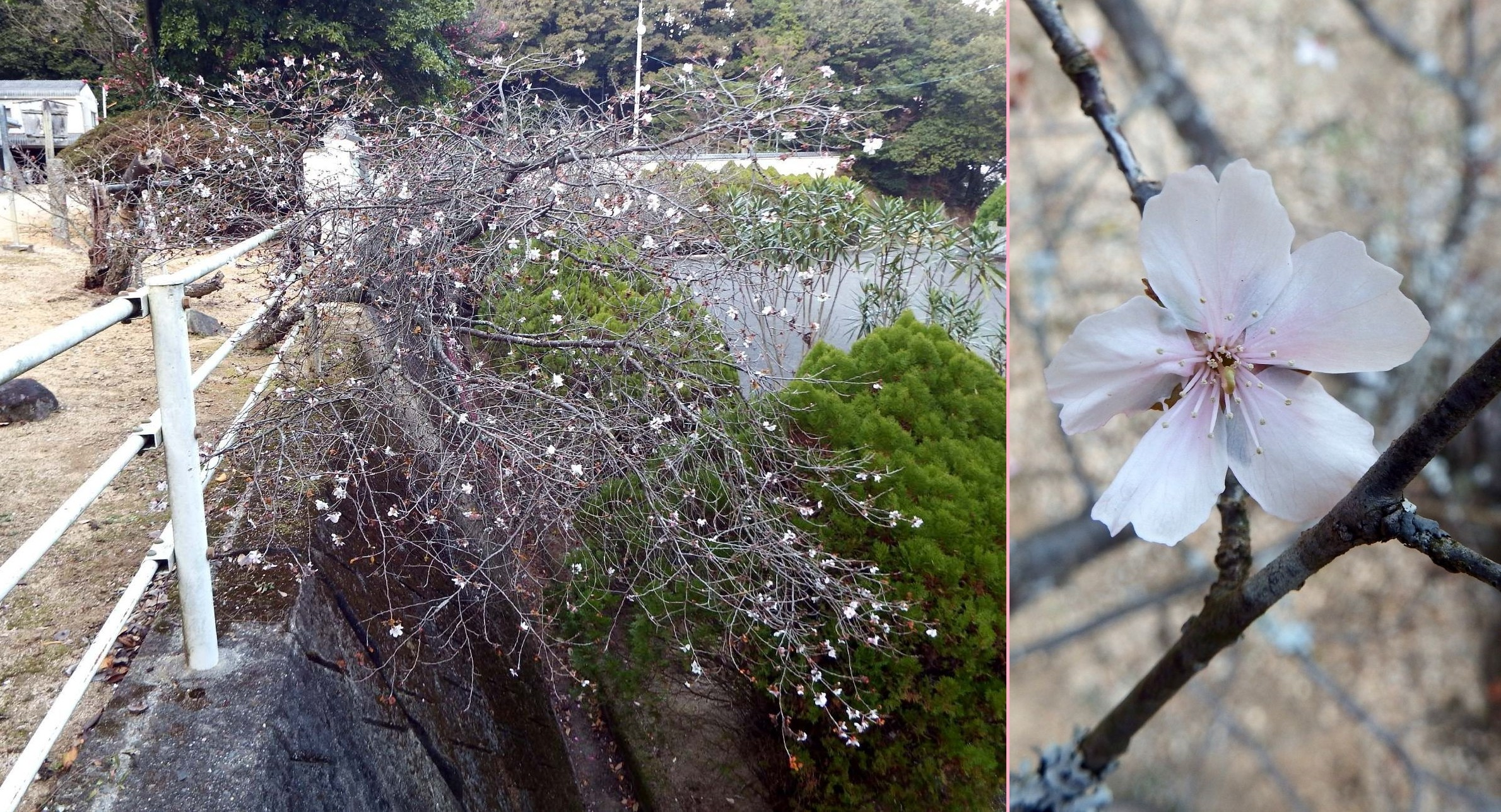
チクリンジザクラ

- 竹林寺の四季桜：チクリンジザクラの学名がついている。平成13年3月6日指定。

## 交通案内
鉄道
- 四国旅客鉄道（JR四国）予讃線 今治駅からタクシー約20分。

自動車
- 駐車場は山門の下段に無料の大駐車場がある。

## 前後の札所
新四国曼荼羅霊場
38番 満願寺-- 39番 竹林寺 -- 40番 別宮大山祇神社